# فولکه هیورت
فولکه هیورت (سوئدی: Folke Hjort؛ ۲۸ مارس ۱۹۳۴–۳ ژوئیه ۱۹۷۷) بازیگر اهل سوئد بود.
فولک هِیورت علاوه بر تئاتر، در فیلم‌ها و سریال‌های تلویزیونی نیز فعال بود و اولین حضورش در سال ۱۹۶۹ بود و در بیش از پانزده اثر ظاهر شد. شناخته‌شده‌ترین نقش سینمایی او در نقش یوسی خائن در فیلم برادران شیردل (۱۹۷۷) به کارگردانی اوله هلبوم است. سه ماه قبل از نمایش فیلم، هِیورت در سن ۴۳ سالگی و در حین غواصی در نزدیکی لیسکیل، به طرز غم‌انگیزی طی یک حادثه غرق  شد. در زمان مرگش، به او شغلی در تئاتر ملی دانمارک پیشنهاد شده بود، اما او این پیشنهاد را رد کرد.